# أحمد عمر عرمان
أحمد عمر محمد عرمان (و. 1979) حقوقي وسياسي يمني، يشغل منصب وزير الشؤون القانونية وحقوق الإنسان حاليا في حكومة معين منذ 18 ديسمبر 2020م.

## المؤهلات العلمية
-ليسانس شريعة وقانون جامعة صنعاء.
| المناصب السياسية    | المناصب السياسية                    | المناصب السياسية |
| ------------------- | ----------------------------------- | ---------------- |
| سبقه محمد محسن عسكر | وزير حقوق الإنسان ‏ 18 ديسمبر 2020 - | تبعه             |